# Lea Novak
Lea Novak, slovenska kajakašica in kanuistka, * 26. november 2000.
Novak je na svetovnih prvenstvih osvojila bronasto medaljo leta 2023 v disciplini C-1 ekipno, na evropskih prvenstvih pa v isti disciplini srebrni medalji v letih 2020 in 2024.